# Gerd Biegel
Gerd Biegel (né le 26 mai 1947 à Mannheim) est un historien allemand. Il est directeur du Musée d'État de Brunswick et est le directeur fondateur de l'Institut d'histoire régionale de Brunswick à l'Université technique de Brunswick.

## Biographie
Après avoir obtenu son diplôme d'études secondaires, Gerd Biegel étudie l'histoire, l'allemand, la préhistoire et l'histoire ancienne, l'archéologie et l'histoire de l'art à l'Université de Cologne de 1967 à 1972, obtenant une maîtrise en 1972. Il travaille ensuite comme chercheur associé à l'Institut d' archéologie de l'Université de Cologne et jusqu'en 1979 comme assistant de recherche et chef du cabinet des monnaies aux musées historiques de la ville de Cologne.
Le 15 mai 1979, il prend la direction du Musée de préhistoire et d'histoire ancienne de la ville de Fribourg-en-Brisgau. En outre, à partir de 1980, il occupe le poste d'officier culturel de la ville. Le 1er août 1986, Biegel succède à Rolf Hagen (de) à la direction du musée d'État de Brunswick, poste qu'il occupe jusqu'à fin 2008. Pendant son mandat au musée, l'exposition d'État de Basse-Saxe (de) Henri le Lion et son temps (1995) et l'exposition Troie - Rêve et réalité (2001) y ont lieu.
lLe 1er janvier 2009, il est nommé directeur du nouvel Institut d'histoire régionale de Brunswick à l'Université. Ses recherches et ses publications portent sur l'histoire de Brunswick.
Gerd Biegel est président de la Société internationale Raabe.

## Travaux (sélection)
- (Red.): Das neue Bild der alten Welt. Archäologische Bodendenkmalpflege und archäologische Ausgrabungen in der Bundesrepublik Deutschland von 1945–1975 (= Kölner Römer-Illustrierte, Bd. 2). Römisch-Germanisches Museum, Köln 1975
- Erlebte Geschichte Streifzüge durch die Ur- und Frühgeschichte um Ober- u. Hochrhein, 1985,  (ISBN 3-7930-0491-0)
- mit Wolf-Dieter Steinmetz (de): Das Braunschweiger Land. In: Führer zu archäologischen Denkmälern in Deutschland. Band 34. Theiss, Stuttgart 1997,  (ISBN 3-806-21308-9).
- mit Michael Graetz: Judentum zwischen Tradition und Moderne. In: Schriften der Hochschule für Jüdische Studien Heidelberg. Band 2. Winter, Heidelberg 2002,  (ISBN 3-825-31266-6).
- Von der Raabe-Gedächtnisstätte zum Raabe-Haus. Braunschweiger Erinnerungskultur im Wandel der Geschichte. In: Braunschweiger Museumsvorträge. 6. BLM, Braunschweigisches Landesmuseum, Braunschweig 2004,  (ISBN 3-927-93972-2).
- mit Karin Reich: Carl Friedrich Gauß: Genie aus Braunschweig – Professor in Göttingen. Meyer, Braunschweig 2005,  (ISBN 3-926701-63-3).
- Wilhelm Raabe, das zeichnerische Werk. Olms, Hildesheim 2010,  (ISBN 978-3-487-14332-3).

## Prix
- En 2002, il reçoit un doctorat honorifique de la faculté des sciences humaines de l'Université technique de Brunswick
- En 2007, il obtient le titre de professeur honoraire de la Faculté Carl-Friedrich-Gauss de l'Université technique de Brunswick[3].